# Verteidigungslastenverwaltung
Die Behörden der Verteidigungslastenverwaltung (VLV) haben die Aufgabe, die Schäden zu regulieren, die von NATO-Truppen oder anderen Truppen, die sich in Deutschland mit Erlaubnis des Bundes aufhalten, verursacht wurden. 

## Aufgaben

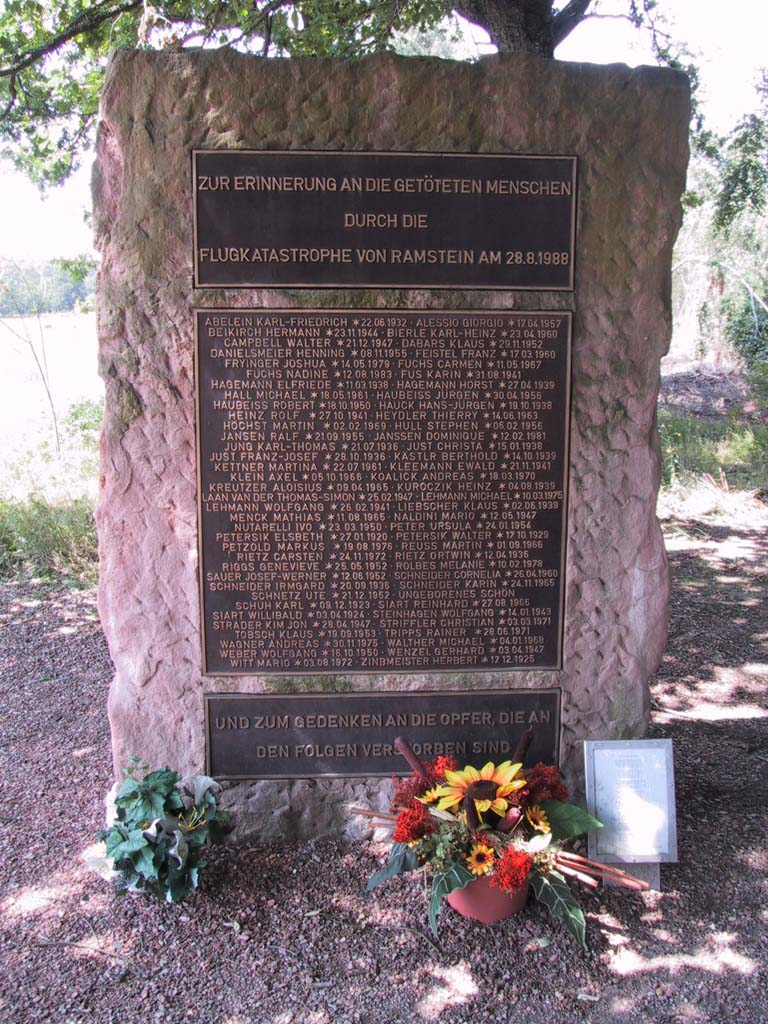
Gedenktafel für die Opfer des Flugunglücks von Ramstein

Der Aufenthalt von Militär führt zwangsläufig zu Schäden, z. B. bei der Teilnahme am Straßenverkehr, verstärkt aber bei Manövern. Meistens handelt es sich um kleinere Schäden, etwa die Beschädigung von Straßen oder Gebäuden durch schwere Fahrzeuge. Aber auch Unfälle durch Schießübungen oder Flugzeugabstürze wie 1988 in Ramstein können schwere Personen- und Sachschäden verursachen. Die Ansprüche der Geschädigten werden von den Behörden der Verteidigungslastenverwaltung aus Mitteln des Bundeshaushalts erfüllt.

## Geschichte
Seit 1953 führten Landesbehörden die Aufgaben der Verteidigungslastenverwaltung aus (alte Länder ohne Berlin). Rechtsgrundlage war zunächst ein Verwaltungsabkommen aus dem Jahr 1953, seit 1961 Art. 8 des Zustimmungsgesetzes zum NATO-Truppenstatut. Grundsätzlich waren diejenigen (Landes-)Behörden der unteren Stufe der Verteidigungslastenverwaltung, in deren Bezirk das schädigende Ereignis stattgefunden hat, zuständig. Die unteren Behörden wurden Amt für Verteidigungslasten genannt. Nach dem Verwaltungsabkommen von 1953 erstattete der Bund den Ländern 50 % der Personal- und Sachkosten (ohne die eigentlichen Entschädigungsbeträge, die der Bund finanzierte). Dieses Gesetz wurde durch den Einigungsvertrag nicht auf das Beitrittsgebiet erstreckt. 
Im Jahre 2002 wurde der genannte Art. 8 des Gesetzes zum NATO-Truppenstatut durch das Gesetz zur Änderung des Gesetzes zum NATO-Truppenstatut und anderer Gesetze (Verteidigungslastenzuständigkeitsänderungsgesetz – VertLastÄndG) folgendermaßen geändert:

„Zuständig ist die Verteidigungslastenverwaltung. Sie wird in bundeseigener Verwaltung mit eigenem Verwaltungsunterbau geführt. Die Einzelheiten bestimmt das Bundesministerium der Finanzen. Die zuständigen Behörden und ihr jeweiliger Zuständigkeitsbereich werden im Bundesanzeiger veröffentlicht.“

Verfassungsrechtliche Grundlage der Verwaltungskompetenz des Bundes ist Art. 87b GG. Aufgrund der nachhaltigen Truppenreduzierungen seit 1990 gingen die Schadensfälle und damit die Aufgaben der VLV deutlich zurück. Die Aufrechterhaltung zahlreicher landeseigener Verwaltungsstellen war nicht mehr effizient. Ziel des Gesetzes war es, durch die Konzentration der Aufgaben beim Bund den für die VLV erforderlichen Verwaltungsaufwand zu verringern. Während im Jahre 2000 noch 170 Stellen für Landesbedienstete vom Bund zu finanzieren waren, plante der Bund, mit rd. 70 Stellen auszukommen. Zuständig wurden die Behörden der Bundesvermögensverwaltung, deren Aufgaben ab dem 1. Januar 2005 von der Bundesanstalt für Immobilienaufgaben übernommen wurden. Außer Schäden gemäß NATO-Truppenstatut werden solche gemäß dem Gesetz zu dem Notenwechsel vom 29. April 1998 über die Rechtsstellung der dänischen, griechischen, italienischen, luxemburgischen, norwegischen, portugiesischen, spanischen und türkischen Streitkräfte in der Bundesrepublik Deutschland reguliert. Zuständige Behörde im Sinne des Artikels 8 des Gesetzes zum NATO-Truppenstatut und zu den Zusatzvereinbarungen für die Länder Berlin, Brandenburg, Mecklenburg-Vorpommern, Sachsen, Sachsen-Anhalt und Thüringen ist die Verteidigungslastenverwaltung des Landes Berlin.
Aufgrund der gesetzlichen Ermächtigung durch Art. 1 des Gesetzes bestimmte das Bundesfinanzministerium im Jahre 2013:

„Sachlich zuständige Behörden der Verteidigungslastenverwaltung sind die Schadensregulierungsstellen des Bundes (SRB). Sie sind der Bundesanstalt für Immobilienaufgaben mit Sitz in Bonn zugeordnet.
Die SRB des Bundes führen im Briefkopf die Bezeichnung „Bundesanstalt für Immobilienaufgaben“ und „Schadensregulierungsstellen des Bundes für Schäden nach dem NATO-Truppenstatut“ sowie den Bundesadler. Das Dienstsiegel der SRB stellt den Bundesadler dar und trägt die Umschrift „Schadensregulierungsstelle des Bundes“.“

Das Regionalbüro Ost befindet sich in Erfurt, das Regionalbüro West in Koblenz und das Regionalbüro Süd in Nürnberg.

## Ausgaben des Bundeshaushalts
| Haushaltsjahr | Einzelplan | Ausgaben (€) |
| ------------- | ---------- | ------------ |
| 1992          | 35         | 74.137.000   |
| 2002          | 60         | 26.000.000   |
| 2006          | 60         | 19.000.000   |
| 2012          | 08         | 14.000.000   |
| 2013          | 08         | 13.000.000   |

## Rechtsprechung
- BVerwG, Urt. v. 24. Januar 2007 - 3 A 2.05

Leitsätze:
Für einen Schadensersatzanspruch des Bundes gegen ein Land wegen fehlerhafter Verteidigungslastenverwaltung ist der Verwaltungsrechtsweg gegeben.
Bund und Länder haften einander für eine ordnungsgemäße Verwaltung auch ohne das in Art. 104a Abs. 5 Satz 2 GG vorgesehene Ausführungsgesetz in dem Umfang, hinter dem auch das Ausführungsgesetz nicht zurückbleiben könnte (Bestätigung und Fortführung der bisherigen Rechtsprechung). Ist ein Anspruch hiernach gegeben, so richtet sich seine Durchsetzung nach allgemeinen Regeln.
Zur Verjährung des Ersatzanspruchs aus Art. 104a Abs. 5 GG.

## Von der Bundeswehr verursachte Schäden
Hierfür ist das Bundesamt für Infrastruktur, Umweltschutz und Dienstleistungen der Bundeswehr (BAIUDBw), Abteilung Dienstleistungen und Recht zuständig.